# Bigo Live
Bigo Live là nền tảng phát trực tiếp thuộc sở hữu của công ty BIGO Technology có trụ sở tại Singapore, được thành lập vào năm 2014 và có công ty mẹ Joyy tại Trung Quốc. BIGO Technology đã phát triển trí tuệ nhân tạo độc quyền và máy học được tích hợp vào ứng dụng. Các tính năng AI được sử dụng để nâng cao tương tác của người dùng và trải nghiệm trong quá trình phát trực tiếp.
Người dùng có thể hỗ trợ những người mình yêu thích bằng quà tặng trong ứng dụng và một số Idol nổi tiếng sử dụng ứng dụng như một công việc toàn thời gian. BIGO cũng sở hữu Likee, nền tảng chia sẻ và tạo video ngắn.

## Lịch sử
Vào tháng 3 năm 2016, Bigo Live đã được ra mắt cho hệ điều hành iOS và Android.
Từ năm 2016 đến năm 2017, BIGO LIVE đã đứng đầu bảng xếp hạng lượt tải xuống Google Play và Apple Store ở Thái Lan, Việt Nam, Indonesia, Singapore, Malaysia và Philippines nhiều lần.
Vào tháng 12 năm 2018, Bigo Live đạt 26,7 triệu người dùng hoạt động hàng tháng.
Vào tháng 11 năm 2019, người dùng hoạt động hàng tháng của các ứng dụng của công ty đã đạt hơn 350 triệu trên toàn cầu.
Năm 2020 Bigo chuyển máy chủ từ Hong Kong về Singapore để tránh áp lực từ Mỹ.
Vào tháng 3 năm 2020, xếp hạng thứ 6 ở Hoa Kỳ và thứ 5 trên toàn thế giới về ứng dụng phát trực tuyến, dựa trên tổng doanh thu mua hàng trong ứng dụng.
Vào tháng 5 năm 2020, Bigo Live đã hợp tác với Bark, một giải pháp an toàn trực tuyến, để giữ cho trẻ em được an toàn khi trực tuyến.
Đầu năm 2021, Bigo Live có 400 triệu người dùng tại hơn 150 quốc gia.
Vào năm 2021, Bigo đạt 29,5 triệu người dùng hoạt động hàng tháng trung bình trong quý hai của năm.
Năm 2021, Bigo Live xếp hạng 2 theo xếp hạng Ứng dụng xã hội đột phá hàng đầu năm 2021 của App Annie’s theo chi tiêu của người tiêu dùng.

## Tầm nhìn
- Phát trực tiếp[14]

Cho phép tất cả người dùng chia sẻ mọi khoảnh khắc tươi đẹp của cuộc sống trên chương trình phát sóng trực tiếp, thể hiện tài năng đặc biệt của mọi người, đồng thời nhận được những món quà ảo và sự động viên từ những người ủng hộ.
Bằng cách xem các chương trình phát trực tiếp phổ biến nhất, người dùng có thể khám phá những gì họ muốn xem hoặc lọc ra trên trang, ngoài ra khi đủ điều kiện có thể tạo Gia tộc của riêng mình.
Người dùng cũng có thể xem chương trình phát sóng trực tiếp các trò chơi phổ biến bao gồm PUBG, Liên minh huyền thoại, Rov, FreeFire, Fortnite, Call of Duty, Dota2, Hearthstone, Terminator 2 và nhiều hơn trên ứng dụng.
Đồng thời, BIGO cũng chính thức ký kết trở thành nhà tài trợ chính thức của giải Box Fighting Championship 2020.
- Trò chuyện video trực tiếp và gọi điện video

Người dùng có thể mời bạn bè trò chuyện video trực tuyến 1:1 hoặc tạo ứng dụng gọi điện và trò chuyện video nhóm với tối đa 9 người trong phòng nhiều người.
Thông qua tính năng ghép đôi, người dùng có thể bắt đầu cuộc trò chuyện ngẫu nhiên với những người gần với họ và gặp gỡ những người bạn mới.
Có sẵn tính năng bộ lọc làm đẹp và mục tiêu người dùng khi phát sóng trực tiếp.
- Trận đấu PK trực tiếp

Idol có thể bắt đầu thử thách PK với những người khác, nhận nhiều sự chú ý và quà tặng hơn để giành chiến thắng trong trận đấu.
- Bigo Bar

Người dùng có thể chia sẻ những bức ảnh đẹp về cuộc sống và nhiều video ngắn khác nhau trên Bigo Bar, thêm thẻ bắt đầu bằng # vào bài đăng để nhiều người có thể khám phá cuộc sống tuyệt vời thông qua thẻ của bạn.
- Phát sóng Trực tiếp ảo

Vào năm 2021, BIGO Live sẽ ra mắt hình đại diện 3D Live Ảo trước cơn sốt metaverse. Người dùng có thể đại diện cho chính mình bằng cách tạo hình đại diện của riêng họ trong ứng dụng.  Chức năng "phát sóng trực tiếp ảo" sử dụng công nghệ phát triển thực tế ảo và AR mới nhất, có thể ghi lại những biểu cảm khuôn mặt thực tế nhất và bắt chước hành động của người dùng trong chương trình phát sóng theo thời gian thực.